# Gina Dirawi

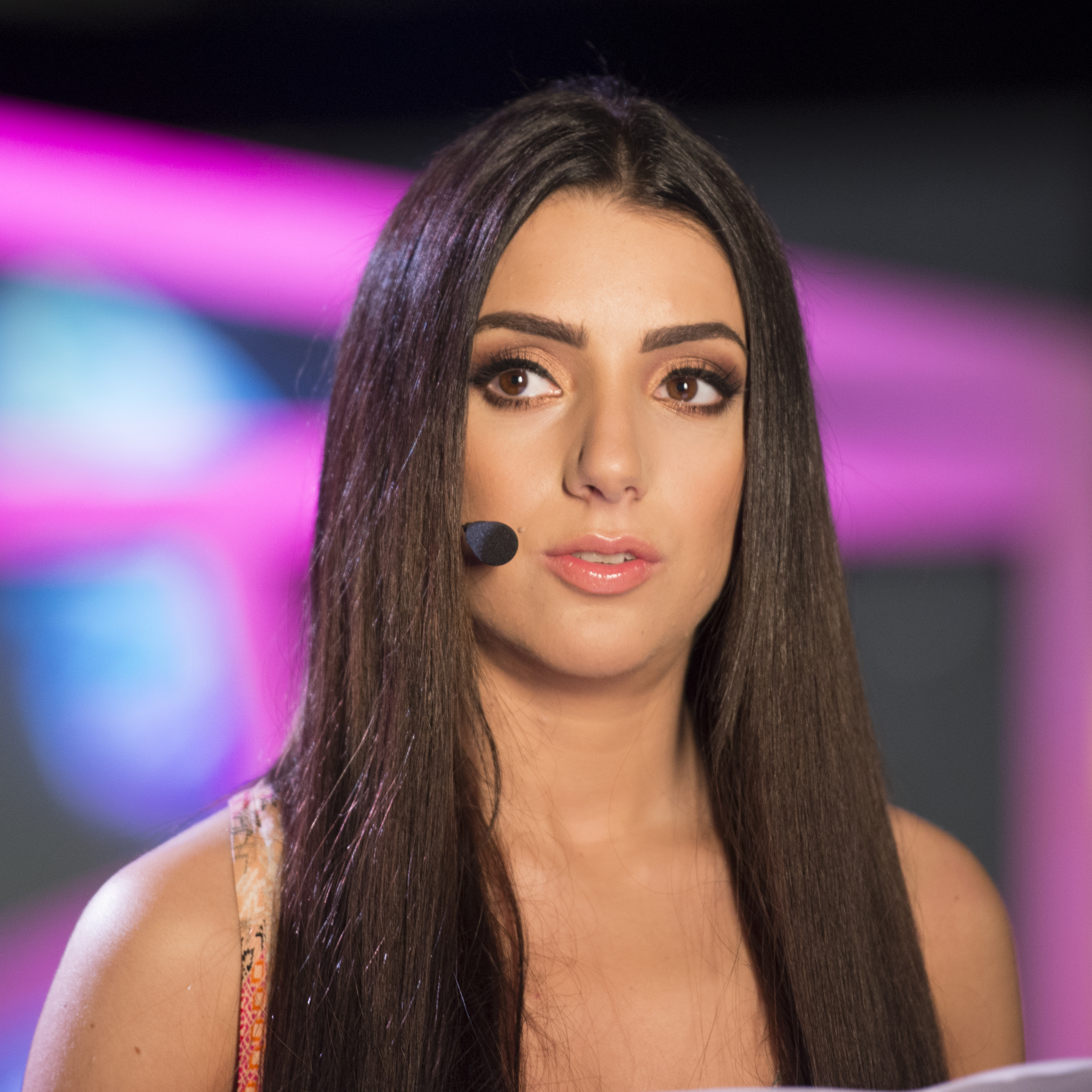
Gina Dirawi in 2013

Gina Dirawi (Sundsvall, 11 december 1990) is een Zweedse televisie- en radiopresentatrice, comédienne en blogger.

## Biografie
Dirawi werd geboren in 1990 in Sundsvall. Haar ouders zijn van Palestijnse afkomst en kwamen naar Zweden vanuit Libanon. In 2009 begon Dirawi haar blog Ana Gina ("ik ben Gina"). 
In 2011 presenteerde Dirawi Musikhjälpen, de Zweedse versie van Serious Request. Samen met Sarah Dawn Finer en Helena Bergström presenteerde ze in 2012 Melodifestivalen, de Zweedse preselectie voor het Eurovisiesongfestival. Dirawi leverde commentaar bij het Eurovisiesongfestival 2012. Ook nam ze plaats in het panel van het programma Inför Eurovision Song Contest. Ook in 2013 presenteerde ze Melodifestivalen deze keer met Danny Saucedo. Ook presenteert ze diverse documentaires bij Sveriges Television.
In 2016 presenteerde ze opnieuw Melodifestivalen, waarin ze in elke show werd bijgestaan door telkens een andere co-presentator. Tevens zal ze dat jaar de Zweedse jurypunten geven op het Eurovisiesongfestival.